# Polina Žemčužinová
Polina Semjonovna Žemčužinová (rusky Поли́на Семёновна Жемчу́жина, rodným jménem Perl Semjonovna Karpovská, rusky Перл Семёновна Карпо́вская; 11. března 1897 – 1. duben 1970, Moskva, SSSR) byla představitelka komunistické strany Sovětského svazu. Původem byla z židovské krejčovské rodiny. Od roku 1910 pracovala v továrně na cigarety v Jekatěrinoslavi, v roce 1917 jako pokladní v lékárně. Roku 1921 se provdala za Vjačeslava Molotova. Během druhé světové války roku 1942 byla aktivistkou Židovského protifašistického výboru. Po válce se dostala do nemilosti, kvůli Stalinovu postoji vůči Židům. Manželství bylo na Stalinův nátlak rozvedeno, v prosinci 1948 byla vyloučena ze strany a počátkem roku 1949 uvězněna. V žaláři setrvala až do Stalinovy smrti v roce 1953.
Zemřela v Moskvě dne 1. dubna 1970, pochována je na Novoděvičím hřbitově.